# MAD1L1
پروتین وارسی تشکیل دوک تقسیم میتوزی (به انگلیسی: Mitotic spindle assembly checkpoint protein MAD1)، پروتئینی در بدن انسان است که توسط ژن «MAD1L1» کُدگذاری می‌شود. ژن MAD1L1 با عنوان «ناحیه ۳ شتاب‌یافتهٔ انسانی» هم شناخته می‌شود و نقش مهمی در تغییر و تکامل انسان‌ها از گونه‌های میمون انسان‌نما داشته‌است.
این ژن همچنین نقش مهمی در تنظیم فرایند تقسیم سلولی و جابجایی میان مراحل آن دارد. پروتین MAD1L1 از پیش آمدن مرحلهٔ آنافاز تقسیم سلولی تا هنگامی که کروموزوم‌ها به‌طور مناسب مقابل صفحهٔ متافاز قرار نگرفته‌اند، جلوگیری می‌کند. پروتین MAD1L1 با پروتین MAD2L1 تعامل شیمیایی دارد و نقش مهمی در جلوگیری از بروز تومورهای سرطانی ایفا می کند. سه نسخه گوناگون ژنتیکی مربوط به این پروتین برای این ژن یافت شده‌است.